# Diacamma rugivertex
Diacamma rugivertex é uma espécie de formiga do gênero Diacamma, pertencente à subfamília Ponerinae.